# Ваља (Латина)
Ваља је насеље у Италији у округу Латина, региону Лацио.
Према процени из 2011. у насељу је живело 76 становника. Насеље се налази на надморској висини од 38 м.